# Какушкин, Николай Михайлович
Николай Михайлович Какушкин (1863―1942) ― русский и советский врач, акушер-гинеколог, доктор медицины, профессор, статский советник.

## Биография
Родился 4 апреля 1863 года в Тамбове.
В 1887 году окончил медицинский факультет Московского университета. С 1887 года работал врачом-ординатором земской больницы в Тамбовской губернии.
С 1893 года стажировался в акушерской-гинекологической клинике Военно-медицинской академии, а также в петербургском Повивальном институте у профессора Д. О. Отта.
В 1902 году в Императорской Медико-хирургической академии успешно защитил докторскую диссертацию на тему «Хирургическом лечении фибромиом матки». С 1901 года работает старшим ассистентом, а с 1908 года приват-доцент акушерско-гинекологической клиники Женского медицинского института.
В 1912 году переехал в Саратов, где служил профессором акушерско-гинекологической кафедры Императорского Николаевского (Саратовского) университета. В 1915 году стал организатором, а с 1917 года директором Высших женских медицинских курсов при Саратовском санитарном обществе.
В 1927 году Какушкин был избран почетным членом Московского акушерско-гинекологического общества. В 1930 году возглавил гинекологическое отделение Института рентгенологии в Харькове.
В 1933 году, в возрасте 70 лет, был экзаменован в "политграмоте". Результат не удовлетворил "экзаменаторов", и Н.М. Какушкин, на несколько месяцев был арестован, и заключён в тюрьму.
В 1943 году был казнён в Харькове немецкими оккупантами.
По воспоминаниям его сына, доктора Бориса Какушкина (1947, Мюнхен):
"жить в Харькове, русским, при немецкой оккупации, было очень плохо. 
Победители обращались с населением как с "унтерменшами", 
ничеrо не давали есть, не давали работать и т.д. 
Три профессора, в числе которых был папа, пocлали немцам "меморандум". 
В нём ничего особенноrо не бьло, просто была просьба не обращаться с людьми, 
как со скотом. После этого, всех трёх профессоров увезли. 
С папой арестовали и увезли его жену, и, жившую у него, прислуrу. 
С тех пор, никаких сведений о них нет."

## Вклад в науку
Опубликовал около 160 научных работ по акушерству и гинекологии, посвященных вопросам морфологии, клиники и профилактики женских болезней, злокачественных новообразований, оперативной техники, обезболивания родов и др. Им было предложено несколько оригинальных хирургических методов: внутрибрюшное вскрытие матки при влагалищном кесаревом сечении, метропластику при двойной матке. Обратил внимание на значение субфебрилитета при распознавании послеродовых инфекций.